# 3. pehotni polk (ZDA)
Za druge 3. polke glej 3. polk.
3. pehotni polk (izvirno angleško 3d United States Infantry Regiment; kratica 3d INF) je pehotni polk Kopenske vojske, ki ga danes sestavljata dva bataljona.
Kljub temu, da sta oba bataljona sestavni del polka, je 1. bataljon bolj indentificiran z vzdevkom The Old Guard (Stara straža; kratica TOG). 
3. pehotni polk je najstarejši aktivni pehotni polk KOV ZDA; sprva je bil leta 1784 ustanovljen kot 1. ameriški polk, toda pozneje preimenoval v današnji naziv.